# Plateumaris diversa
Plateumaris diversa är en skalbaggsart som först beskrevs av Schaeffer 1925.  Plateumaris diversa ingår i släktet Plateumaris och familjen bladbaggar. Inga underarter finns listade i Catalogue of Life.